# Byraganahalli, Sidlaghatta
Byraganahalli là một làng thuộc tehsil Sidlaghatta, huyện Kolar, bang Karnataka, Ấn Độ.